# Liste der Sakralbauten in der Stadt St. Gallen
Dies ist eine Liste der Kirchen, Kapellen und Gotteshäuser in der Stadt St. Gallen. Die Sortierung orientiert sich grob an der Bedeutung der Kirche für die Stadtgeschichte und am Alter.
| Name                                                      | Standort                                  | Konfession                                       | Erste Erwähnung, erster Bau | Heutiger Bau     | Geschichte | Architektur der heutigen Kirche |
| --------------------------------------------------------- | ----------------------------------------- | ------------------------------------------------ | --------------------------- | ---------------- | --- | --- |
| Stiftskirche St. Gallus und St. Otmar                     | Klosterviertel                            | katholisch                                       | um 612                      | 1772             | Erste Kapelle um 612 von Gallus erbaut, später Neubauten u. a. durch Otmar (nach 719) und Gozbert um 837. Bis zum Neubau von 1766 bestanden an der Stelle die Otmarskirche von 867, das Gallus-Münster von 837 und die Michael-Kapelle von 867                                                  | 1755–1772 von Gabriel Loser und Johann Caspar Bagnato erbauter Barockbau. Darunter noch heute die Otmarskrypta (10. Jahrhundert), heute Grabstätte der Bischöfe von St. Gallen, und die Galluskrypta (aus der Zeit von Gozbert). |
| Herz-Jesu-Kapelle                                         | Klosterviertel, am Ende des Kreuzganges   | katholisch                                       |                             | 1770             | vormals Kapitelsaal, hat die Kapelle die heutige Form zwischen 1764 und 1770 erhalten. | Ausgestattet mit Apostelstatuen von Franz Anton Dirr, aus der ehemaligen Kirche in Bruggen und Perspektivansichten schweizerischer Benediktinerklöster |
| Galluskapelle                                             | Klosterviertel, äusserer Klosterhof       | katholisch                                       | spätestens 971              | 1671             | Hier bestand seit spätestens 971 eine Kapelle, an ihrer Stelle wurde 1671 bei Umbauarbeiten eine neue Kapelle erstellt. Eingang flankiert von überlebensgrossen Statuen der Heiligen Mauritius und Desiderius von Vienne                                                                        | Annähernd quadratischer Innenraum, Wände und Decke ausgefüllt mit Gemälden aus dem Leben des heiligen Gallus vermutlich von Johann Sebastian Hersche |
| Hofkapelle (Bischofskapelle)                              | Klosterviertel, Bischofswohnung           | katholisch                                       |                             | 1671             | Die Kapelle wurde 1671 geweiht. | Üppige Kassettendecke mit der Darstellung verschiedener in St. Gallen bedeutender Heiliger |
| Kinderkapelle (Schutzengelkapelle)                        | Nördliche Begrenzung des Stiftsviertels   | katholisch                                       |                             | 1843–46          | Von Felix Wilhelm Kubly für die katholische Administration erbaut. | Kubisches, zweigeschossiges Gebäude mit Walmdach, ganz in Weiss gehalten |
| Stadtkirche St. Laurenzen                                 | Altstadt, nahe Stiftsbezirk               | Zentrum der Reformation in der Stadt seit Vadian | verm. 9. Jh.                | um 1850          | Erster Bau vermutlich 9. Jh., bereits um 1170 mit Pfarrrechten ausgestattet. Neubau 1413 im Stile der Gotik, während des Mittelalters mehrmals um- und ausgebaut. Zentrum und Versammlungsraum der reformierten Bürger der Stadt                                                                | Nach 1850 im grossen Stil erneuert und umgebaut nach Plänen von Johann Georg Müller, Ferdinand Stadler und Johann Christoph Kunkler. Dabei wurde unter anderem der Turm völlig neu gebaut. Auffällige, neugotische Empore mit monumentalem Orgelprospekt auf der Chorseite des Innenraums. Noch heute ist die St. Laurenzenkirche der Versammlungsort der Ortsbürger der Stadt St. Gallen. |
| Kirche St. Mangen                                         | St. Mangen (Irer Vorstadt)                | Seit Vadian reformiert                           | 898                         | um 1100          | 898 durch Abt Salomon erste Kirche, zu Ehren des Mönchs Magnus († um 759). Hier erlitt beim Ungarneinfall die Heilige Wiborada 926 den Märtyrertod. Neubau der Kirche um 1100 | Mehrere, zum Teil tiefgreifende Renovationen, zuletzt 1979–82; Stil frühromanisch, gotischer Turm, mehrere Gucklöcher, die ehemals in angebaute Klausen führten, in denen sich Asketen, der Wiborada gleich, einmauern liessen. |
| St. Wiboradakapelle                                       | St. Mangen (Irer Vorstadt)                |                                                  | vor 1456                    | 1946             | An der Stelle der Klause der Wiborada erbaut. An die Kirche St. Mangen angebaut | 1567 Umnutzung zur Bibliothek 1774 Abbruch 1946 Wiederaufbau |
| Kapuzinerinnenkloster Notkersegg                          | Notkersegg                                | katholisch                                       | 1381                        | 1671/1718        | Erste Gemeinschaft bezeugt 1381 „auf dem Tann“ (südöstlich des heutigen Standortes), erster Altar 1410, erste Kapelle 1453 | 1671 Kirche an neuem Standort geweiht, 1718 durch ein Feuer zerstört, danach wieder aufgebaut. |
| Ehemaliges Dominikanerinnenkloster St. Katharina          | Nördlich des Marktplatzes                 | seit 1528 reformiert                             | 1228                        | 1884             | Erstes Kloster gegründet 1228, seit 1268 unter der Regel des Dominikus. Kloster 1528 mit der Reformation aufgelöst, die Schwestern zogen 1607 nach Wil. Später lange Schulhaus der Stadt sowie Ort der vadianischen Bibliothek.                                                                 | Ehemalige Klosterkirche besteht noch immer, mehrere grössere Umbauten im 19. und 20. Jahrhundert. Heute Ausstellungsraum im Erdgeschoss, Freihandbibliothek im ersten Stock. |
| St. Leonhardskirche                                       | Westlich des Bahnhofs                     | reformiert                                       | 17. Jh.                     | 1887             | Eine ältere Kirche aus dem 17. Jahrhundert ist bezeugt | 1885–1887 von Ferdinand Wachter in neugotischem Stil erbaut. Die Kirche diente zuletzt kulturellen Zwecken, 2007 ist der Dachstock abgebrannt. |
| Kirche St. Fiden                                          | St. Fiden                                 | katholisch                                       | 1225                        | 1778             | erstmals erwähnt 1225, damit ursprünglich katholisch, während der Reformation der Bilder beraubt, heute wieder katholisch. Die Kirche wurde vermutlich um 1100 zu Ehren der Märtyrerin Fides gestiftet.                                                                                         | Heutige Kirche 1777/78 von Johann Ferdinand Beer erbaut, 1874 Turmerhöhung, 1954/1955 Verlängerung des Schiffs. Ungegliederter Barockbau mit Walmdach, reiche Rokokoausstattung. |
| Kapelle St. Peter und Paul                                | Rotmonten                                 |                                                  | 10. Jh?                     |                  | Im 10. oder 11. Jahrhundert erbaut, während der Reformation durch den Bildersturm verwüstet, später wieder restauriert, 1770 wegen Baufälligkeit abgebrochen | |
| Wallfahrtskirche Heiligkreuz                              | Heiligkreuz, Sonnenhaldenstrasse 2        | katholisch                                       | 18. Jh.                     | 1773             | Ein erstes Kreuz dürfte sich hier seit dem 17. Jahrhundert befunden haben. Seit 1747 mit einem Dach geschützt, zusammen mit Kniebänken für die Pilger. Seit 1930 Pfarrkirche von Heiligkreuz-Rotmonten, abgelöst 1950 durch die Dreifaltigkeitskirche, als Wallfahrtskirche erhalten geblieben. | 1771–1773 Bau der heutigen Kirche, mit einem Anbau 1776. |
| Synagoge                                                  | Westliche Vorstadt                        | jüdische Gemeinde St. Gallen                     |                             | 1880             | | Erbaut 1880–81 von Chiodera & Tschudi im maurisch-byzantinischen Baustil über quadratischem Grundriss mit zentraler Kuppel und vier Eckkuppeln. Innen vollständig mit Malereien verziert |
| Bruder-Klaus-Kirche Winkeln                               | Winkeln, Herisauerstrasse                 | katholisch                                       |                             | 1959             | 1958/59 von Ernst Brantschen und Alfons Weisser erbaut | Moderner Bau mit Spannbetondecke und freistehendem Turm |
| Dreifaltigkeitskirche                                     | Iddastrasse 31                            | katholisch                                       |                             | 1950             | 1949–1950 erbaut von Johannes Scheier, Innenmalereien von Walter Burger, Glasgemälde von Albert Schenker und August Wanner. | Unauffälliges, aber klobig wirkendes Kirchengebäude mit breitem Turm. |
| Kirche St. Peter und Paul Rotmonten                       | Auf dem Rosenberg                         | katholisch                                       |                             | 1969             | 1967–69 von Oskar Müller & Mario Facincani erbaut | Moderner, weissgetünchter Sichtbetonbau, runder Innenraum. Fenster von Ferdinand Gehr. |
| Ref. Kirche Rotmonten                                     | Berghaldenplatz                           | reformiert                                       |                             | 1966             | Erbaut 1965–66 von Heinrich Danzeisen & Hans Voser | |
| Ref. Kirche Tablat                                        | Heiligkreuz, Lettenstrasse 18             | reformiert                                       |                             | 1913             | Wichtigste reformierte Kirche von Tablat, erbaut 1911–13 von Curjel & Moser. | Monumentaler Rechteckbau mit Walmdach und Turm mit Zwiebelhaube, Vorhalle in dorischem Stil mit vier Säulen |
| Herz-Jesu-Kirche St. Georgen                              | St. Georgen                               | katholisch                                       | 9. Jh.                      | 1932             | Erste, dem Heiligen Georg geweihte Kapelle aus dem 9. Jahrhundert, ersetzt im 15. Jahrhundert durch die sog. Wiborada-Pfarrkirche, heutige Kirche von 1932 | |
| St. Georgen                                               | Demutstrasse 20                           | reformiert                                       |                             |                  | | |
| St. Martin Bruggen                                        | Bruggen, Zürcherstrasse 253               | katholisch                                       | 1600                        | 1936             | Erste Kapelle 1600 geweiht, erste Dorfkirche von 1672. Barocker Neubau 1784 von Johann Ferdinand Beer, 1808 mit neuem Turm versehen Heutige Kirche 1935/36 von Erwin Schenker erbaut, danach Abbruch derjenigen von 1784.                                                                       | Quer gestellte Eingangshalle, Nordwestturm und Langhaus an den romanischen Stil erinnernd, Innenausstattung von August Wanner, Johannes Hugentobler, Josef Büsser, Albert Schenker und Ferdinand Gehr |
| Kirche Linsebühl                                          | Linsebühl, südlich der Rorschacherstrasse | reformiert                                       |                             | 1897             | 1895–1897 von Armin Stöcklin an Stelle einer älteren Kirche erbaut | Stil der deutschen Renaissance |
| St. Maria Neudorf                                         | Neudorf                                   | katholisch                                       |                             | 1917             | Von Adolf Gaudy 1914–17 erbaut, seine glanzvollste Kirchenanlage. | In Anlehnung an den Jugendstil erbaut. Reiche Innenausstattung mit Malereien von Fritz Kunz und Kunstverglasungen von Richard A. Nüscheler. Rosette in der Westfassade aus der Dörflikirche der Schweizerischen Landesausstellung von 1914 übernommen. |
| Ref. Kirche Bruggen                                       | Bruggen, Zürcherstrasse 223               | reformiert                                       |                             | 1906             | Erbaut 1903–1906 von Curjel & Moser | Stil der deutschen Renaissance |
| Ref. Kirchgemeindehaus Grossacker                         | Grossacker, Claudiusstrasse 11            | reformiert                                       |                             | 1954/1959        | Erbaut 1954 und 1959 von Eric A. Steiger & Paul Trüdinger | Kirchgemeindehaus mit frei stehendem Turm aus Sichtbeton. |
| Kapelle St. Wolfgang                                      | Haggen                                    | katholisch                                       | 15. Jh.                     | 1647             | Kapelle aus dem 15. Jahrhundert, Neubau 1644–47, renoviert 1947. | Frühbarocke Kapelle mit Figuren der Heiligen Wolfgang und Ulrich von 1647 |
| Bildkapelle                                               | Bild Winkeln, Zürcherstrasse 436          | katholisch                                       | um 1204                     | 1666             | nach 1209 erster Bildstock in Erinnerung an eine Schlacht auf dem Breitfeld von 1208, 1666 von Fürstabt Gallus Alt zur heutigen Barbarakapelle in barockem Stil ausgebaut | Kapelle in barockem Stil von toskanischen Pilastern gegliedert. Auffällige Arkadenvorhalle, kleines Türmlein mit einer einzigen Glocke. |
| Kapelle Maria Einsiedeln                                  | Schönenwegen                              | katholisch                                       | 1680                        | 1770             | Feldkreuz unbekannten Alters 1680 durch steinernen Bildstock ersetzt, 1770 durch die heutige Kapelle ersetzt | Barockkapelle |
| Pfarrkirche St. Otmar                                     | Vonwil                                    | katholisch                                       |                             | 1908             | Von August Hardegger 1905–1908 erbaut | Dreischiffige Basilika mit Querschiff und auffälligem Turm auf der Westseite, Chorraum mit drei Konchen. Der Stil erinnert stark an eine gotische Kirche. |
| Ref. Kirche Stephanshorn                                  | Stephanshornstrasse 25                    | reformiert                                       |                             |                  | | |
| Paritätische Kirche Halden                                | Oberhaldenstrasse 25                      | ökumenisch                                       |                             | 1. November 1986 | | Einzige offiziell ökumenische Kirche der Stadt, wurde unter diesen Gesichtspunkten entworfen. |
| Abdankungshalle im Ostfriedhof                            | Ostfriedhof                               | katholisch / reformiert                          |                             | 1908             | 1908 von Alfred Cuttat erbaut, umgestaltet 1967 | Gebäude mit Portikus und Rundturm, Glasfenster von Ferdinand Gehr. |
| El-Hidaje-Moschee                                         | Herisauerstrasse 52                       | islamisch                                        |                             |                  | Unauffälliges Gebäude, das öffentliche Aufmerksamkeit erhielt, als 2014 während eines Freitagsgebets ein Mann erschossen wurde. | Künstlerisch gestaltete Gebets- und Gemeinderäume in einem ehemaligen Wohnhaus |
| Jüdische Grabkapelle                                      | Ostfriedhof                               | jüdische Gemeinde                                |                             | 1912             | Erstellt 1912 von Moll & Eberhard infolge Aufgabe des älteren jüdischen Friedhofs im Hagenbuch. Neuromanisch angelehnter Kuppelbau | |
| Abdankungshalle Feldli                                    | Friedhof Feldli                           | katholisch / reformiert                          |                             | 1876             | gemeinsam genutzte Andachtskapelle bei den Abdankungshallen | |
| Neuapostolische Kirche                                    | Brauerstrasse 20                          | neuapostolisch                                   |                             | 1957             | 1957 erbaut von Heinrich Graf | Weiss verputzter Kubus auf schwarzem Sockel |
| Christuskirche                                            | Dufourstrasse 77                          | christkatholisch                                 |                             | 1890             | erbaut 1890, 1895 an die christkatholische Gemeinde verkauft. | Sichtbacksteinbau mit Mittelrisalit und markanten Ecktürmen, an italienische Renaissance-Villen erinnernd. |
| Griechisch-Orthodoxe Kirche St. Konstantin und St. Helena | Friedhof Feldli                           | griechisch-orthodox                              |                             |                  | Die Kirche ist den heiligen Konstantin und Helena geweiht | |
| Ref. Pfarrhaus Lachen                                     | Lachen                                    | reformiert                                       |                             | 1922             | Erbaut 1921–22 von Ziegler & Balmer | Neuklassizistischer Stil, 1962 mit einem freistehenden Sichtbeton-Kirchturm ergänzt |
| Ref. Pfarrhaus Winkeln                                    | Kreuzbühlstrasse                          | reformiert                                       |                             | 1962             | 1962 erbaut | Kirchgemeindehaus mit frei stehendem Turm |
| Kirche Riethüsli-Hofstetten                               | Gerhardtstrasse 11                        | reformiert                                       |                             |                  | | |
| Riethüsli                                                 | Gerhardtstrasse                           | katholisch                                       |                             | 31. Oktober 1987 | | |
| First Church of Christ Scientist                          | Böcklinstrasse 2                          | Christian Science                                |                             | 1925             | Erbaut 1924–1925 von Ernst Kuhn | Neuklassizistisches Gebäude mit giebelgekrönter Eingangshalle |
| Missione Cattolica                                        | Heimatstrasse 13                          | katholisch                                       |                             |                  | Kirche der Missione Cattolica für italienischsprachige Christen | Der Kirchenpatron ist Antonius von Padua |